# Mezquita de Mihrimah

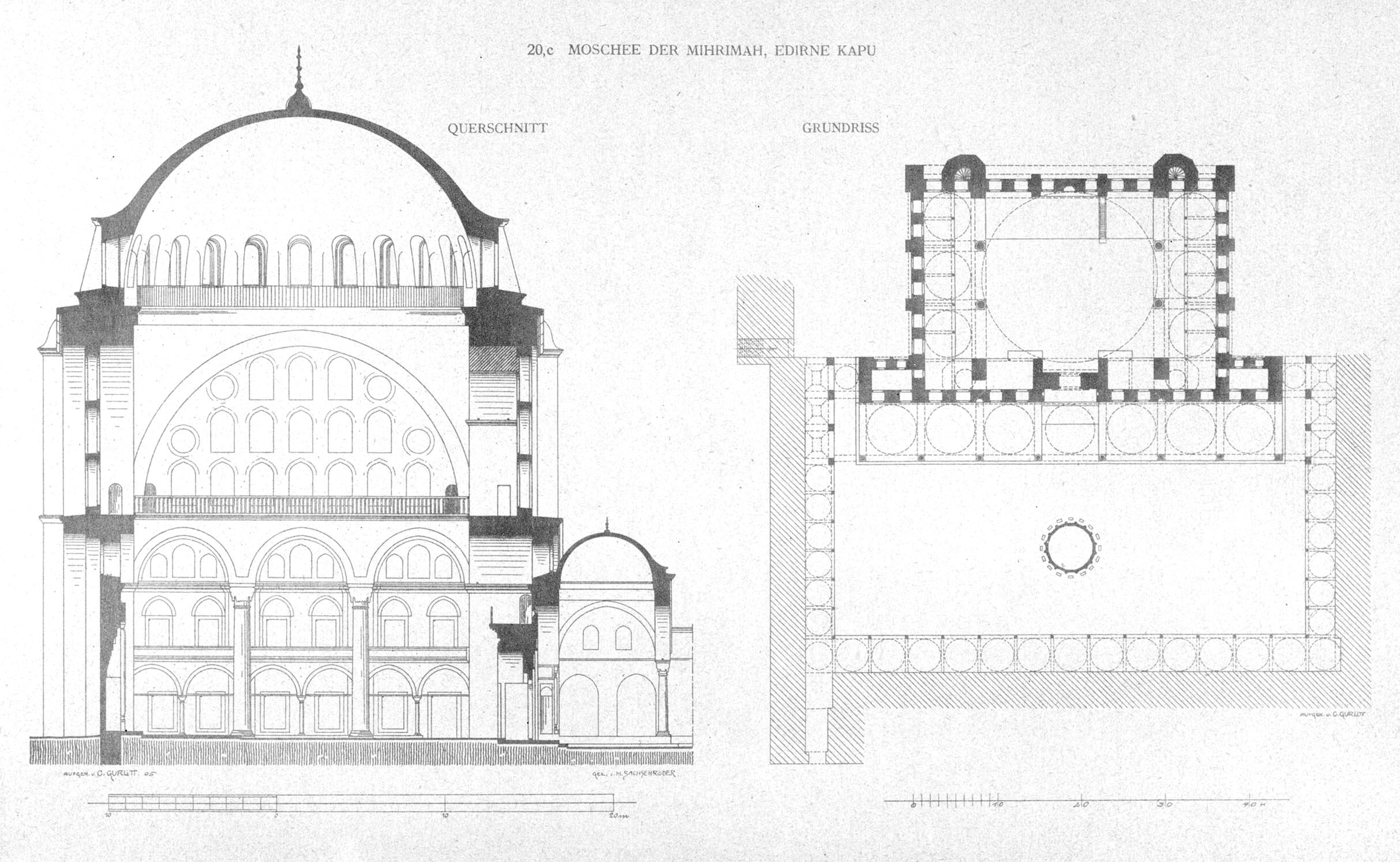
Sección transversal y plano por Cornelius Gurlitt, 1912

La Mezquita de Mihrimah es una mezquita otomana construida en el siglo XVI y reconstruida en el siglo XVIII tras el terremoto de 1766, cuando su minarete y su cúpula central se derrumbaron. Se encuentra ubicada en barrio de Edirnekapı, cerca de las murallas de Constantinopla en Estambul, Turquía. Su construcción fue encargada por Mihrimah Sultan, hija del sultán otomano Solimán el Magnífico y su esposa Hürrem Sultan y diseñada por el arquitecto imperial Mimar Sinan. Situada en el pico de la sexta colina, cerca del punto más alto de la ciudad, la mezquita constituye un punto de referencia prominente en Estambul.

## Historia
La mezquita de Mihrimah en Edirnekapı es la segunda y más grande de las dos mezquitas ordenadas por la sultana Mihrimah, la única hija de Solimán el Magnífico y su esposa Hürrem Sultán. Fue proyectada por el arquitecto imperial Mimar Sinan. No hay ninguna inscripción fundacional en la mezquita, pero las pruebas de los manuscritos encontrados sugieren que las obras de construcción comenzaron en 1563 y se terminaron en 1570. En varias ocasiones la mezquita ha sido dañada por terremotos. En 1719, algunas de las escaleras del minarete fueron destruidas y en el severo terremoto de 1894 el minarete se derrumbó en la esquina noroeste de la mezquita. Aunque se hicieron esfuerzos para restaurar la propia mezquita, los edificios que la acompañaban recibieron menos atención. La cúpula se dañó aún más durante el terremoto de İzmit de 1999. En la primera fase de restauración llevada a cabo entre 2007 y 2010, la mezquita y la parte superior del minarete fueron reparadas. La segunda fase consistió en pavimentar el patio, restaurar la fuente central y reconstruir un pórtico exterior. La mezquita tenía originalmente un pórtico doble, pero solo se conservaba la parte interior.

## Arquitectura

### Exterior
La mezquita fue construida en una terraza con vistas a la calle principal. Está rodeada por un gran patio (avlu) cuyo interior está dividido en celdas individuales que forman una madrasa. En el centro del patio hay una gran fuente de ablución (sadirvan). La entrada a la mezquita se realiza a través de un imponente porche de siete bahías abovedadas con columnas de mármol y granito. La mezquita en sí misma es un cubo rematado por una media esfera, con un tímpano simétrico en cada uno de los cuatro lados. La cúpula está sostenida por cuatro torres, una en cada esquina; su base está perforada por ventanas. El único minarete es alto y delgado; durante el terremoto de 1894 se estrelló contra el techo de la mezquita.

### Interior

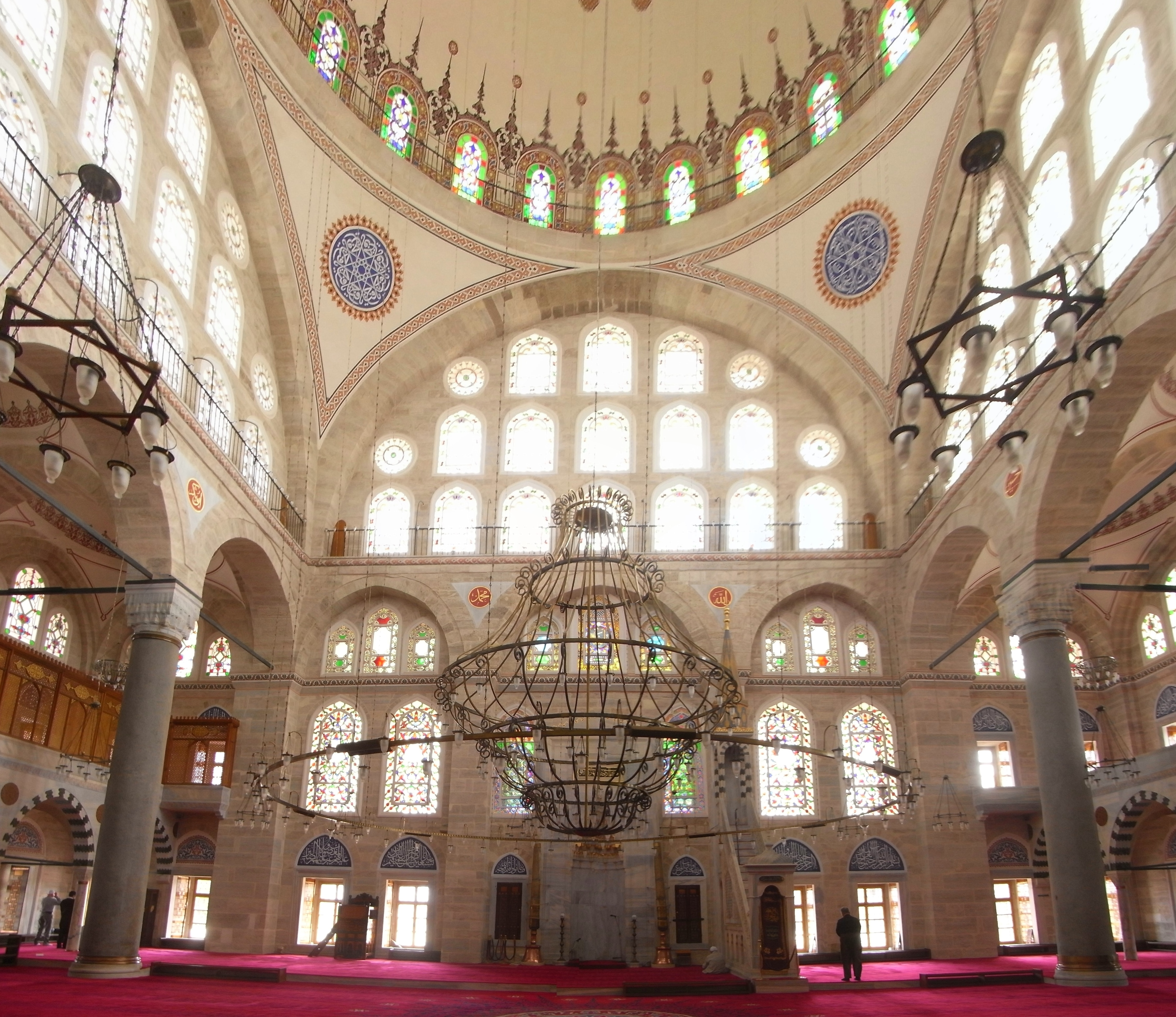
Interior de la mezquita de Mihrimah (Edirnekapı)

El domo tiene 20 metros (66 pies) de diámetro y 37 metros (121 pies) de altura. En los lados norte y sur, arcadas triples soportadas por columnas de granito se abren sobre pasillos laterales con galerías superiores, cada una de ellas con tres tramos abovedados. Una gran cantidad de superficie está cubierta por ventanas, lo que hace de la mezquita una de las más iluminadas de todas las obras del arquitecto Sinan. Algunas de las ventanas contienen vitrales.
Las decoraciones interiores en esténcil son modernas. Sin embargo, el mimbar en mármol blanco tallado es de la construcción original.

### Complejo
La mezquita de Mihrimah Sultan tenía un külliye que incluía (además de la madrasa) un baño turco doble, una türbe o mausoleo y una hilera de tiendas bajo la terraza sobre la que se construyó la mezquita, cuyos alquileres estaban destinados a sostener financieramente el complejo de la mezquita.
El complejo no incluye la tumba de la propia Mihrimah Sultan (que se encuentra en la mezquita de Süleymaniye, pero una türbe en ruinas (que también es obra de Sinan) detrás de la mezquita alberga las tumbas de su yerno, el Gran Visir Semiz Ali Pasha, su hija Ayşe Hümaşah Hümaşah Sultán, sus nietos Mehmed Bey, Şehid Mustafa Pasha y Osman Bey, así como muchos otros miembros de su familia.

## Galería

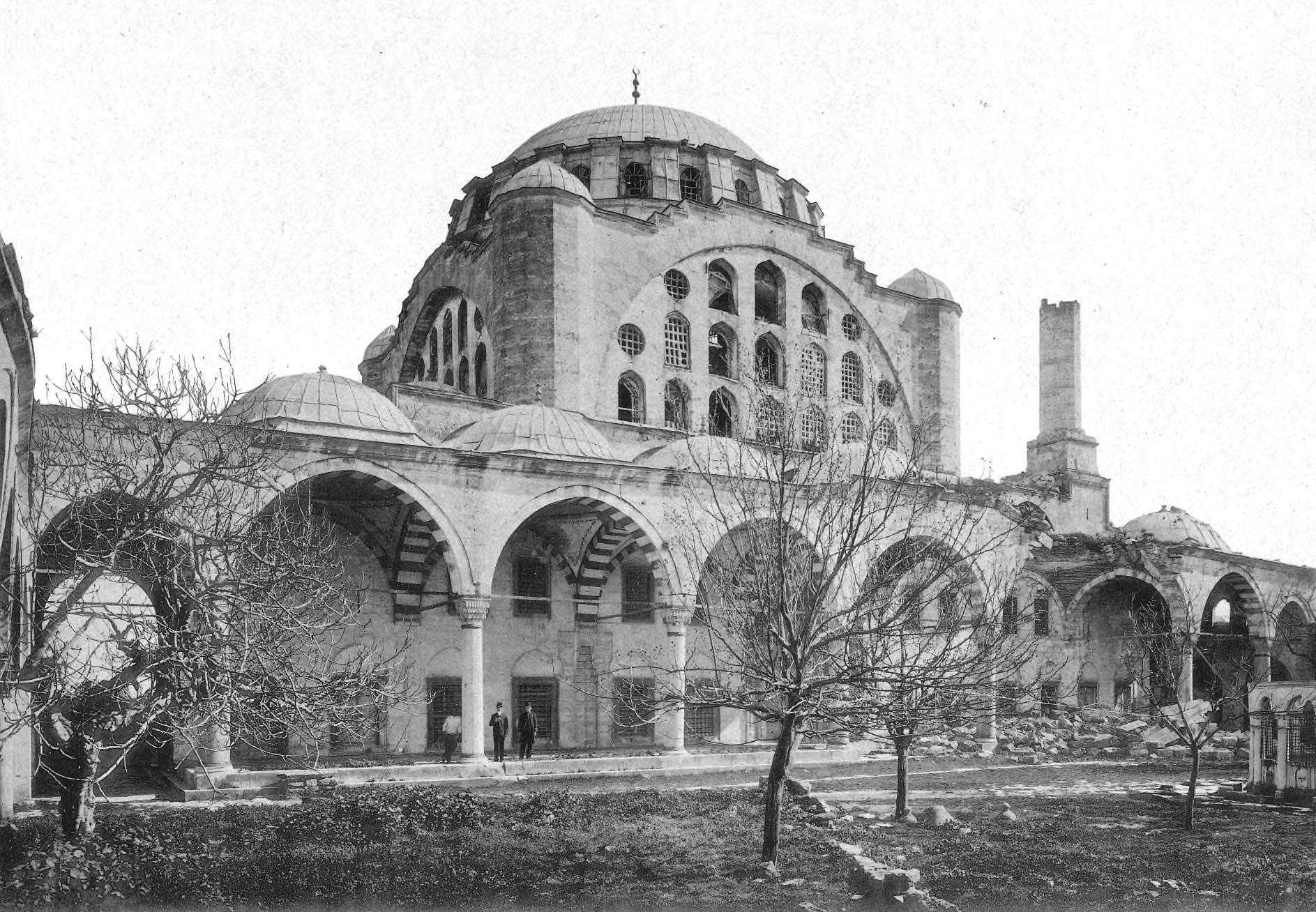
Daños causados por el terremoto de 1894, Gurlitt 1912
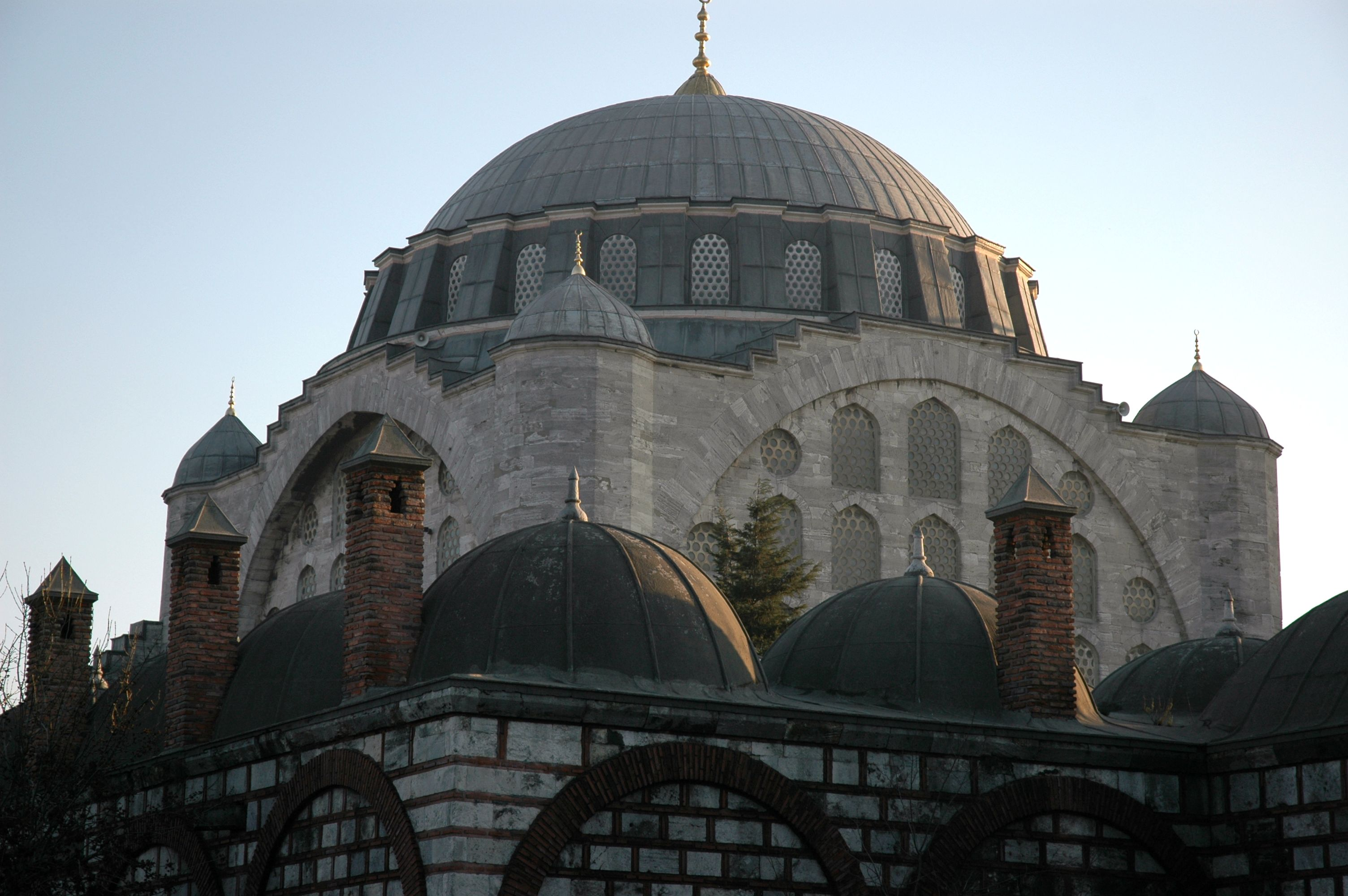
Domo de la mezquita